# Sci di fondo ai VII Giochi olimpici invernali
Nello sci di fondo ai VII Giochi olimpici invernali furono disputate sei gare, quattro maschili e due femminili. Le medaglie assegnate furono ritenute valide anche ai fini dei Campionati mondiali di sci nordico 1956.
Rispetto all'edizione precedente furono introdotte alcune novità nel programma, che ricalcò quello dei Mondiali del 1954: in campo femminile fu aggiunta la staffetta 3x5 km; in quello maschile, la 18 km venne sostituita dalla 15 km e dalla 30 km.

## Programma
| Sci di fondo ai VII Giochi olimpici invernali | Sci di fondo ai VII Giochi olimpici invernali | Sci di fondo ai VII Giochi olimpici invernali | Sci di fondo ai VII Giochi olimpici invernali | Sci di fondo ai VII Giochi olimpici invernali | Sci di fondo ai VII Giochi olimpici invernali | Sci di fondo ai VII Giochi olimpici invernali | Sci di fondo ai VII Giochi olimpici invernali | Sci di fondo ai VII Giochi olimpici invernali | Sci di fondo ai VII Giochi olimpici invernali | Sci di fondo ai VII Giochi olimpici invernali | Sci di fondo ai VII Giochi olimpici invernali |
| Eventi / Giorni                               | Gennaio 1956                                  | Gennaio 1956                                  | Gennaio 1956                                  | Gennaio 1956                                  | Gennaio 1956                                  | Gennaio 1956                                  | Febbraio 1956                                 | Febbraio 1956                                 | Febbraio 1956                                 | Febbraio 1956                                 | Febbraio 1956                                 |
| Eventi / Giorni                               | 26                                            | 27                                            | 28                                            | 29                                            | 30                                            | 31                                            | 1                                             | 2                                             | 3                                             | 4                                             | 5                                             |
| --------------------------------------------- | --------------------------------------------- | --------------------------------------------- | --------------------------------------------- | --------------------------------------------- | --------------------------------------------- | --------------------------------------------- | --------------------------------------------- | --------------------------------------------- | --------------------------------------------- | --------------------------------------------- | --------------------------------------------- |
| 15 km maschile                                |                                               |                                               |                                               |                                               | Finale                                        |                                               |                                               |                                               |                                               |                                               |                                               |
| 30 km maschile                                |                                               | Finale                                        |                                               |                                               |                                               |                                               |                                               |                                               |                                               |                                               |                                               |
| 50 km maschile                                |                                               |                                               |                                               |                                               |                                               |                                               |                                               | Finale                                        |                                               |                                               |                                               |
| Staffetta maschile                            |                                               |                                               |                                               |                                               |                                               |                                               |                                               |                                               |                                               | Finale                                        |                                               |
| 10 km femminile                               |                                               |                                               | Finale                                        |                                               |                                               |                                               |                                               |                                               |                                               |                                               |                                               |
| Staffetta femminile                           |                                               |                                               |                                               |                                               |                                               |                                               | Finale                                        |                                               |                                               |                                               |                                               |

## Podi
| Evento                       | Oro                                                                         | Perform. | Argento                                                                 | Perform. | Bronzo                                                                    | Perform. |
| Gare Maschili                |                                                                             |          |                                                                         |          |                                                                           |          |
| 15 km (dettagli)             | Hallgeir Brenden                                                            | 49'39"   | Sixten Jernberg                                                         | 50'14"   | Pavel Kolčin                                                              | 50'17"   |
| 30 km (dettagli)             | Veikko Hakulinen                                                            | 1:44'06" | Sixten Jernberg                                                         | 1:44'30" | Pavel Kolčin                                                              | 1:45'45" |
| 50 km (dettagli)             | Sixten Jernberg                                                             | 2:50'27  | Veikko Hakulinen                                                        | 2:51'45  | Fëdor Terent'ev                                                           | 2:53'32  |
| Staffetta 4x10 km (dettagli) | Unione Sovietica Fëdor Terent'ev Nikolaj Anikin Pavel Kolčin Vladimir Kuzin | 2-15:30  | Finlandia Arvo Viitanen August Kiuru Veikko Hakulinen Jorma Kortelainen | 2-16:31  | Svezia Gunnar Samuelsson Lennart Larsson Per-Erik Larsson Sixten Jernberg | 2-17:42  |
| Gare Femminili               |                                                                             |          |                                                                         |          |                                                                           |          |
| 10 km (dettagli)             | Ljubov' Kozyreva                                                            | 38'11"   | Rad'ja Erošina                                                          | 38'16"   | Sonja Edström                                                             | 38'23"   |
| Staffetta 3x5 km (dettagli)  | Finlandia Sirkka Polkunen Mirja Hietamies Siiri Rantanen                    | 1:09'01" | Unione Sovietica Ljubov' Kozyreva Alevtina Kolčina Rad'ja Erošina       | 1:09'28" | Svezia Irma Johansson Anna-Lisa Eriksson Sonja Edström                    | 1:09'48" |

## Medagliere
| Posizione | Paese            |   |   |   | Totale |
| --------- | ---------------- | - | - | - | ------ |
| 1         | Unione Sovietica | 2 | 2 | 3 | 7      |
| 2         | Finlandia        | 2 | 2 | 0 | 4      |
| 3         | Svezia           | 1 | 2 | 3 | 6      |
| 4         | Norvegia         | 1 | 0 | 0 | 1      |
| Totale    | Totale           | 6 | 6 | 6 | 18     |